# Obá Saniá
Joaquim Vieira também conhecido como Obá Saniá, era um babalorixá africano filho do Orixá Xangô, citado por vários autores por estar sempre acompanhado por Mãe Aninha e pelo babalaô Bamboxê Obiticô.
Mãe Aninha quando saiu da Casa Branca do Engenho Velho com seu pessoal, foi para uma roça no Rio vermelho onde funcionava a roça de Oba Saniá.